# Bezirk Wiśnicz
Bezirk Wiśnicz – dawny powiat (Bezirk) kraju koronnego Królestwo Galicji i Lodomerii, funkcjonujący w latach 1854–1867. Siedzibą starostwa było miasteczko Wiśnicz (Nowy Wiśnicz).

## Historia
Bezirk Wiśnicz utworzono w ramach reformy uwłaszczeniowej z okresu Wiosny Ludów (1848–1849), która likwidowała jurysdykcję właściciela ziemskiego nad poddanymi. W Galicji, dominium – jako podstawowa jednostka administracyjna i filar systemu feudalnego straciło rację bytu. Konieczne stało się zatem wprowadzenie nowego systemu administracyjnego, którego zręby powstały w latach 1851–1855. Nowy trójstopniowy podział administracyjny objął 21 cyrkułów (niem. Kreise), 179 małych powiatów (niem. Bezirke) i ponad 6000 gmin (niem. Gemeinde). 
Bezirk Wiśnicz objął obszar o wielkości 5,4 mil², zamieszkany był przez 26.642 ludzi i podzielony na 39 gmin katastralnych, w tym jedno miasto (Lipnica) i dwa miasteczka (Trzciana i Wiśnicz). Wszedł w skład cyrkułu bocheńskiego, jako jeden z jego dziewięciu powiatów. 1 maja 1860 zniesiono cyrkuł bocheński, a jego cały obszar włączono do cyrkułu krakowskiego.
Po nadaniu Galicji autonomii oraz powołaniu samorządu gminnego i powiatowego w 1865 zlikwidowano cyrkuły (Kreise). Dotychczasowe małe powiaty (Bezirke) w liczbie 179, utrzymały się do 1867 roku, kiedy to w następstwie kolejnej reformy administracyjnej (23 stycznia 1867) zostały zastąpione przez 74 większe powiaty. Obszar zniesionego Bezirk Wiśnicz wszedł wtedy w skład nowych powiatów bocheńskiego, brzeskiego i limanowskiego (vide podział w tabeli poniżej). 19 czerwca 1867 i 1 sierpnia 1878 częściowo zmieniono granice powiatów bocheńskiego i brzeskiego (gminy Poręba i Uszwica). 1 stycznia 1896 gminę Pasierbiec przeniesiono z powiatu bocheńskiego do powiatu limanowskiego.

## Podział administracyjny (1854)
| Lp. | Gmina jednostkowa                    | Powierzchnia | Ludność | Powiat w 1867 po zniesieniu |
| --- | ------------------------------------ | ------------ | ------- | --------------------------- |
| 1   | Wiśnicz (m)                          | 719          | 3600    | bocheński                   |
| 2   | Wiśnicz Stary                        | 1733         | 897     | bocheński                   |
| 3   | Wiśnicz Mały                         | 533          | 222     | bocheński                   |
| 4   | Wola Nieszkowska                     | 592          | 246     | bocheński                   |
| 5   | Zawada                               | 285          | 147     | bocheński                   |
| 6   | Zonia                                | 95           | 75      | bocheński                   |
| 7   | Bełdno                               | 433          | 220     | bocheński                   |
| 8   | Borowna                              | 651          | 277     | bocheński                   |
| 9   | Bytomsko                             | 1275         | 411     | bocheński                   |
| 10  | Chronów z Łopuszną (Dolną i Górną)   | 1158         | 605     | bocheński                   |
| 11  | Dołuszyce                            | 661          | 282     | bocheński                   |
| 12  | Kamionna z Pasierbcem                | 2588         | 936     | bocheński                   |
| 13  | Kierlikówka                          | 601          | 243     | bocheński                   |
| 14  | Kobyle                               | 1486         | 595     | bocheński                   |
| 15  | Kopaliny                             | 597          | 237     | bocheński                   |
| 16  | Królówka z Cichawką                  | 4305         | 2502    | bocheński                   |
| 17  | Kurów                                | 680          | 288     | bocheński                   |
| 18  | Laskowa z Makowicą                   | 3655         | 1690    | limanowski                  |
| 19  | Leszczyna                            | 1030         | 591     | bocheński                   |
| 20  | Łąkta Dolna                          | 1039         | 556     | bocheński                   |
| 21  | Łąkta Górna z Kaniną                 | 1571         | 780     | bocheński                   |
| 22  | Leksandrowa                          | 598          | 363     | bocheński                   |
| 23  | Lipnica (M)                          | 552          | 882     | bocheński                   |
| 24  | Lipnica Górna                        | 2160         | 1132    | bocheński                   |
| 25  | Lipnica Dolna                        | 2043         | 1156    | bocheński                   |
| 26  | Łomna                                | 933          | 299     | bocheński                   |
| 27  | Nieprześnia                          | 516          | 240     | bocheński                   |
| 28  | Nieszkowice Wielkie                  | 596          | 480     | bocheński                   |
| 29  | Olchawa                              | 570          | 407     | bocheński                   |
| 30  | Pogwizdów                            | 883          | 508     | bocheński                   |
| 31  | Połom Duży                           | 653          | 299     | bocheński                   |
| 32  | Poręba                               | 2102         | 1185    | brzeski                     |
| 33  | Rajbrot                              | 3323         | 1762    | bocheński                   |
| 34  | Rozdziele Górne i Dolne              | 1018         | 584     | bocheński                   |
| 35  | Rzegocina                            | 1401         | 828     | bocheński                   |
| 36  | Sieradzka                            | 149          | 59      | bocheński                   |
| 37  | Sobolów                              | 1407         | 277     | bocheński                   |
| 38  | Trzciana (m) z Glinikiem i Libichową | 1612         | 640     | bocheński                   |
| 39  | Uszwica                              | 154          | 121     | brzeski                     |

Objaśnienie:
(M) = miasto; (m) = miasteczko